# Hymenocardia lyrata
Hymenocardia lyrata är en emblikaväxtart som beskrevs av Louis René Tulasne. Hymenocardia lyrata ingår i släktet Hymenocardia och familjen emblikaväxter. Inga underarter finns listade i Catalogue of Life.